# Боковой палатальный сонант
Боковой палатальный сонант — боковой согласный звук, встречающийся в некоторых языках мира.
Похож на русский звук «ль» [lj], однако если в русском языке этот согласный звук палатализуется кончиком языка, то в некоторых других языках мира, например, в итальянском, этот звук палатализуется серединой языка, прикасающейся к твёрдому небу.
По мнению некоторых учёных, боковой палатальный сонант противопоставляется своей глухой паре /ʎ̥/ в некоторых субдиалектах трёндешка, который является диалектом норвежского языка.
Во многих языках, в которых, как считалось ранее, есть боковой палатальный сонант, на самом деле имеется боковой сонант, который, в общем говоря, является альвеоло-нёбным — то есть он формируется на участке между альвеолярным гребнем и твердым нёбом (не включая твёрдое нёбо) и может быть по-разному описан как альвеоло-нёбный, боковой-постальвеолярный, или постальвеоло-передненёбный. Из 13 языков, исследованных Recasens (2013), многие из которых романские, ни один не имеет «истинных» нёбных. Это, вероятно, относится к ряду других языков. В некоторых языках, таких как португальский и каталанский, присутствует боковой аппроксимант, который изменяется между альвеолярным и альвеоло-нёбным.

## Характеристика звука
- Место образования: палатальный
- Способ артикуляции: боковой
- Сонант, звонкий
- Пульмонический согласный

## Примеры
| Язык        | Язык        | Слово         | МФА      | Значение   | Заметки |
| ----------- | ----------- | ------------- | -------- | ---------- | ------- |
| Аймара      | Аймара      | llaki         | [ʎaki]   | «грустный» |         |
| Греческий   | Греческий   | ήλιος (ilios) | [ˈiʎos]  | «солнце»   |         |
| Итальянский | Итальянский | figlio        | [ˈfiʎːo] | «сын»      |         |
| Испанский   | Кастильский | millón        | [miˈʎõ̞n] | «миллион»  |         |
| Баскский    | Баскский    | bilatu        | [biʎatu] | «искать»   |         |